# Canutus Christophori Norcopensis
Canutus Christophori Norcopensis, född i Norrköping, död 1600 i Arvika socken, var en svensk präst och riksdagsman.

## Biografi
Canutus Christophori var född i Norrköping som son till en Christopher. 1580 blev han hertig Karls gårdspredikant på Bro kungsgård för att 1583 bli kyrkoherde i Arvika socken. Canutus Christophori  var en av undertecknarna av beslutet från Uppsala möte.
Canutus Christophori komponerade liturgiska sånger och psalmer, samlade tillsammans med andras verk i Arvikaboken och Fryxellska samlingen, däribland "Jula Ottesångh" från 1591. Psalmtexterna är skrivna på både latin och svenska. Han har också komponerat musiken och noterna finns likaså bevarade i nämnda samlingsverk.
Hans hustru var dotter till prosten Andreas Jonæ i Stavnäs socken. Deras dotter Anna var gift med Sanderus Jacobi i Stavnäs.